# József Székely
József Székely (* 1. März 1825 in Debrecen, Ungarn; † 16. September 1895 in Budapest) war ein ungarischer Schriftsteller, Dichter, Journalist und Archivar.

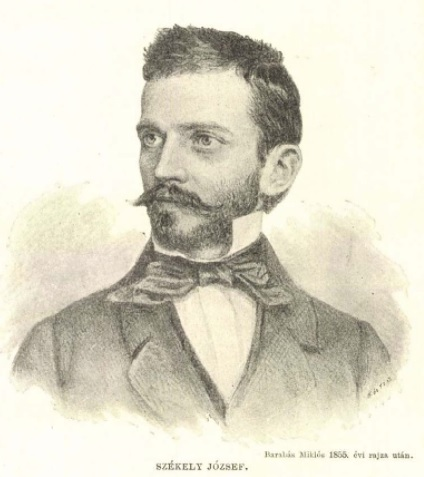
József Székely (1895)

## Leben
József Székely studierte am protestantischen Kollegium von Debrecen (heute Universität), beendete sein Jurastudium in Miskolc und Budapest und graduierte 1847 als Rechtsanwalt. Er war als Mitglied der Bewegung der revolutionären Jugend bei der Parlamentssession 1847/48 in Pressburg (heute Bratislava). Nach der Niederschlagung der ungarischen Revolution wurde Székely Journalist bei Pesti Napló (Journal von Pest), und ab 1855 an der Magyar Sajtó (Ungarische Presse) in Wien. Während des Banns 1857/58 war er der Redakteursassistent der Szépirodalmi Közlöny (Literarisches Journal) und 1866 Redakteur der Tageszeitung Magyar Világ (Ungarische Welt). Danach arbeitete er als Archivar des Landkreises Pest.
József Székely schrieb einen Roman und mehrere politischen Broschüren. Seine wichtigsten Arbeiten sind: Szeszélydalok (launische Lieder, Gedichte; Pest, 1853); Kalárisok (Chorale, Gedichte; Pest, 1853), Kossuth fogsága és Pest megye rendei (Die Inhaftierung von Kossuth und die Beamten der Grafschaft Pest; Budapest, 1895).
József Székelys Gedichte, lyrische Werke sind vom Stil Sándor Petőfis und Heinrich Heines beeinflusst.
Im Jahre 1858 wurde er zum Mitglied der Akademie gewählt, ab 1861 war er Mitglied der Kisfaludy-Gesellschaft.
In seiner politischen Meinung war Székely von den Ansichten Ferenc Deáks beeinflusst.
Der ungarische Name für das Szegediner Gulasch – Székely gulyás – soll auf Székely zurückgehen, „der zu dieser vorzüglichen Speise inspirierte“ – so Károly Gundel.